# Conoblemmus kozlovi
Conoblemmus kozlovi är en insektsart som först beskrevs av Leo L. Mishchenko och Andrej Vasiljevitj Gorochov 1981.  Conoblemmus kozlovi ingår i släktet Conoblemmus och familjen syrsor. Inga underarter finns listade i Catalogue of Life.